# Моисеев, Иван (скульптор)
Иван Моисеев (1779-1817) — русский скульптор, «назначенный в академики» Императорской Академии художеств.

## Биография
Воспитанник Императорской Академии художеств. Получил малую серебряную медаль (1797), малую золотую медаль (1799) за программу «Ангел выводит Апостола Петра из темницы», большую золотую медаль (1800) за барельеф к памятнику Петру I. Получил аттестат 1-й степени со шпагой (1800).
Был оставлен при Академии художеств для усовершенствования (до 1806).
Получил звание «назначенного в академики» (1805) за фигуру «Отдыхающий Марс».

## Примечание
1. 1 2 3  Список русских художников к юбилейному справочнику Императорской Академии художеств, 1915, с. 264.